# Castello di San Genuario
Il castello di San Genuario è un antico castello situato a San Genuario presso Crescentino in Piemonte.

## Storia
Il castello sorge in un'area un tempo strategica in virtù della sua posizione al confine tra i territori dei Marchesato del Monferrato e quelli della diocesi di Vercelli. Le sue origini sono legate al monastero benedettino fondato nel 707 dal generale longobardo Gauderio, il primo insediamento monastico della zona. Nel 843, l'imperatore Lotario I donò all'abbazia locale le reliquie di San Genuario, dando così il nome al borgo e al monastero. In seguito ai conflitti tra guelfi e ghibellini, nel 1419 Giacomo Tizzoni, signore di Crescentino, ottenne l'autorizzazione papale per edificare un castello a difesa del monastero, probabilmente laddove sorgeva una precedente fortezza distrutta nel 1319.
La famiglia Tizzoni mantenne il controllo del castello fino al 1592, quando il duca Carlo Emanuele I di Savoia lo riportò sotto il suo dominio. Successivamente, il feudo passò a diverse famiglie nobili, tra cui i Molino di San Marco, i Bobba e i Morozzo Della Rocca. Nel XIX secolo il castello divenne proprietà del banchiere Giani e poi del cavalier Gonella. Nei primi decenni del XX secolo, la famiglia Garella trasformò il complesso in un'azienda agricola, costruendo nuovi edifici nel cortile. Gli interni vennero rimaneggiati durante la seconda guerra mondiale per ospitare sfollati.

## Descrizione
Il castello presenta una fisionomia tipicamente rinascimentale, consona ad una dimora nobiliare più che ad un fortilizio; esso è costituito da una struttura principale a base quadrata alla quale si appoggiano una torre cilindrica e terrazze ornate da merli ghibellini.
Di notevole effetto scenico sono gli elementi architettonici aggettanti presenti su tutti i lati del corpo centrale; anche la torre è impreziosita da una corona di beccatelli.
La conservazione del castello è piuttosto buona, non avendo esso mai subito mutilazioni belliche; un recente restauro (1998-2000) ha consentito il consolidamento delle strutture e la rimozione di gran parte delle incongrue intonacature del XVIII secolo.